# Örənqala
Örənqala è un comune dell'Azerbaigian situato nel distretto di Beyləqan. Conta una popolazione di 1 840 abitanti.